# 8439-es mellékút (Magyarország)
A 8439-as számú mellékút egy bő 18 kilométer hosszú, négy számjegyű mellékút Vas vármegyében; a 8-as és a 87-es főutak csomópontjától húzódik Sárvár Hegyközség városrészéig. Korábban ott is főúthoz (a 84-eshez) csatlakozott, de az utóbbi sárvári elkerülő szakaszának forgalomba helyezése óta az érintett útszakasz már csak alsóbbrendű mellékútnak minősül.

## Nyomvonala
Kám közigazgatási területén, a belterület déli széle közelében indul, tulajdonképpen a 8-as és a 87-es főutak szétágazásától, bár ténylegesen ez utóbbi főútból, de még annak a 100-as méterszelvénye előtt, északkelet felé; az ellenkező irányban ugyanott indul egy rövid szervizút, 87 601-es útszámozással. Szinte azonnal a község házai között folytatódik, Kisfaludy utca néven, fél kilométer után pedig keresztezi a Szemenye felől a 87-es főút kámi szakaszáig húzódó 8438-as utat. A folytatása már a Béke utca nevet viseli, a falu északi széléig, amit mintegy 850 méter után ér el.
A 3+350-es kilométerszelvénye közelében eléri Egervölgy határszélét, ugyanott beletorkollik dél-délkelet felől a 84 139-es számú mellékút, a település irányából. Egervölgy határvonalát az út csak rövid szakaszon érinti, utána újból kámi külterületek között folytatódik, 5,4 kilométer után pedig átlépi Bejcgyertyános határát. E község déli szélét 6,2 kilométer után éri el, ott a József Attila utca nevet veszi fel, majd kiágazik belőle északnyugati irányban a 84 153-as számú mellékút, ez húzódik végig a nyugati településrészen, annak főutcájaként. A 8439-es innen Szabadság út néven folytatódik és kevéssel a 7. kilométere után lép ki a községből.
8,5 kilométer után Nyőgér területére érkezik, e községet 9,8 kilométer után éri el; több irányváltása ellenére végig Petőfi Sándor utca néven húzódik a belterületen, melynek északi szélét kicsivel a 11. kilométere előtt hagyja el. Sótony a következő települése, ott szinte a községhatár átlépése után egyből belterületek közt halad, Kossuth Lajos utca néven. A központban, a 12+350-es kilométerszelvénye közelében kiágazik belőle észak felé a 8441-es út Ikervár irányába; innen egy darabig a Fő utca, majd a József Attila utca nevet viseli. 12,8 kilométer után hagyja el Sótony utolsó házait.
14,9 kilométer után éri el az útjába eső utolsó település, Sárvár déli határszélét, egy darabig a város déli üdülőövezete mellett halad el, annak nyugati szélén, majd – körülbelül 17,4 kilométer után – eléri Hegyközség városrész legdélebbi házait; ott Sótonyi utca lesz a neve. A 84 150-es számú mellékútba torkollik bele; ez utóbbi út az 1990-es években még a 84-es főút része volt, de miután megépült a 84-es sárvári elkerülője, öt számjegyű alsóbbrendű úttá minősítették vissza. A 8439-es út egyenes folytatása innen a 8451-es út, Ostffyasszonyfa-Kenyeri felé.
Teljes hossza, az országos közutak térképes nyilvántartását szolgáló kira.gov.hu adatbázisa szerint 18,165 kilométer.

## Települések az út mentén
- Kám
- (Egervölgy)
- Bejcgyertyános
- Nyőgér
- Sótony
- Sárvár